# Dado (meccanica)

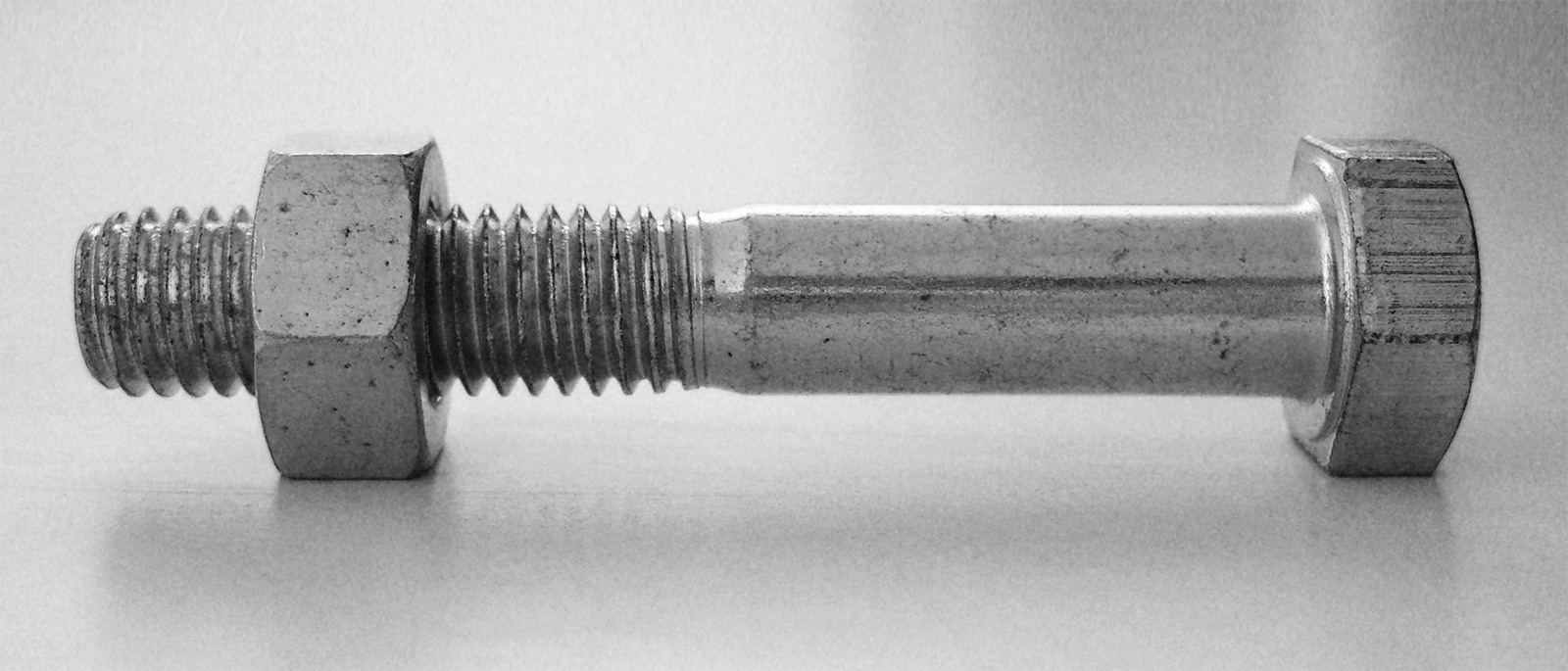
Un dado su vite che forma un bullone.

Un dado, in meccanica, è un componente che viene utilizzato per serrare una vite filettata.

## Descrizione

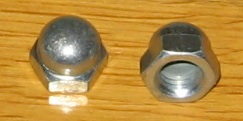
Dadi con calotta

I dadi sono di norma esagonali per permettere ad una chiave di mantenere agevolmente la presa durante le operazioni di serraggio o di apertura. Esistono dadi di altre forme: se ne trovano quadrati, zigrinati, con alette o per chiavi speciali (di sicurezza). Insieme alla vite, il dado è concepito per mantenere degli oggetti uniti per mezzo di un foro.
I dadi sono classificati in base ai parametri di resistenza, di regola compatibili con quelli della relativa vite; per esempio, un dado in classe ISO 10 può essere imbullonato con una vite della stessa classe senza problemi. Un minimo di cautela va osservata nel serraggio dei dadi e bulloni inox; dato il basso indice di durezza di alcuni tipi di questa lega, una forza eccessiva di serraggio può portare al grippaggio dei due elementi.
Le dimensioni dei dadi possono essere misurate con misure metriche (millimetri) o con il sistema anglosassone (in pollici).
La filettatura può essere sinistrorsa o destrorsa ed eseguita con passi diversi a seconda dell'impiego.

## Tipi di dado
- Dado esagonale alto
- Dado esagonale normale
- Dado esagonale basso
- Dado esagonale sottile
- Dado esagonale alto ad intagli
- Dado esagonale normale ad intagli
- Dado esagonale basso ad intagli

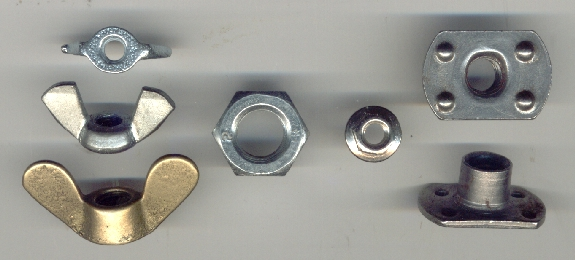
Dadi a farfalla, dado esagonale, dado esagonale con flangia, dadi con flangia per montaggio a saldare

- Dado esagonale normale autofrenante con anello di poliammide
- Dado esagonale basso autofrenante con anello di poliammide
- Dado esagonale largo ad alta resistenza per carpenteria
- Dado con flangia
- Dado esagonale cieco a calotta sferica
- Dado esagonale cieco a calotta riportata
- Dado esagonale cieco a corpo cilindrico
- Dado esagonale cieco a calotta piatta
- Dado autobloccante
- Dado cilindrico con intaglio
- Dado cilindrico a due fori
- Dado cilindrico con collarino da ribadire
- Dado ad impronta
- Dado a corna
- Dado a manicotto
- Dado a maniglia
- Dado zigrinato
- Dado zigrinato con colletto
- Dado zigrinato ridotto, con avanforo
- Dado zigrinato alto, con e senza foro
- Dado con gabbia
- Dado con grover
- Dado con aletta
- Dado con blocco ovale
- Dado a castello
- Dado a T
- Dado con asola
- Dado a saldare
- Dado a graffetta (dado a clip, piastrina doppia per viti autofilettanti), per il fissaggio alla lamiera forata
- Golfaro ad occhio allungato
- Inserti: gli inserti sono dadi che si inseriscono o si agganciano su un oggetto di dimensione maggiore, consentendo il suo fissaggio.
  - inserto a T
  - rivetto
  - perni a caldo (per materie plastiche)

## Misure dei dadi esagonali metrici standard

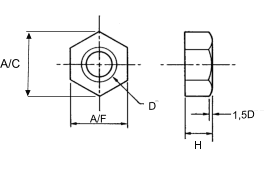
quotatura dado

Il diametro nominale della filettatura è indicato con un arco di circonferenza di circa 3/4 e con tratto leggero
| Diametro nominale foro D (mm) | Diametro nominale foro D (mm) | Passo P (mm) | Passo P (mm) | Misura piatti A/F (mm) | Diametro esterno A/C (mm) | Altezza H (mm) | Altezza H (mm) | Altezza H (mm) |
| 1ª scelta                     | 2ª scelta                     | grosso       | fine         |                        |                           | Dadi esagonali | Mezzi dadi     | Dadi in nylon  |
| ----------------------------- | ----------------------------- | ------------ | ------------ | ---------------------- | ------------------------- | -------------- | -------------- | -------------- |
| 1                             |                               | 0,25         |              |                        |                           |                |                |                |
| 1,2                           |                               | 0,25         |              |                        |                           |                |                |                |
|                               | 1,4                           | 0,3          |              |                        |                           |                |                |                |
| 1,6                           |                               | 0,35         |              |                        |                           |                |                |                |
|                               | 1,8                           | 0,35         |              |                        |                           |                |                |                |
| 2                             |                               | 0,4          |              | 4                      |                           | 1,6            | 1,2            | –              |
| 2,5                           |                               | 0,45         |              | 5                      |                           | 2              | 1,6            | –              |
| 3                             |                               | 0,5          |              | 5,5                    | 6,4                       | 2,4            | 1.8            | 4              |
|                               | 3,5                           | 0,6          |              |                        |                           |                |                |                |
| 4                             |                               | 0,7          |              | 7                      | 8,1                       | 3,2            | 2,2            | 5              |
| 5                             |                               | 0,8          |              | 8                      | 9,2                       | 4              | 2,7            | 5              |
| 6                             |                               | 1            | 0.75         | 10                     | 11,5                      | 5              | 3,2            | 6              |
|                               | 7                             | 1            |              | 11                     |                           | 5,5            | 3,5            | –              |
| 8                             |                               | 1,25         | 1            | 13                     | 15                        | 6,5            | 4              | 8              |
| 10                            |                               | 1,5          | 1,25 o 1     | 17                     | 19,6                      | 8              | 5              | 10             |
| 12                            |                               | 1,75         | 1,5 o 1,25   | 19                     | 22,1                      | 10             | 6              | 12             |
|                               | 14                            | 2            | 1,5          | 22                     |                           | 11             | 7              | 14             |
| 16                            |                               | 2            | 1,5          | 24                     | 27,7                      | 13             | 8              | 16             |
|                               | 18                            | 2,5          | 2 o 1,5      | 27                     |                           | 15             | 9              | 18,5           |
| 20                            |                               | 2,5          | 2 o 1,5      | 30                     | 34,6                      | 16             | 10             | 20             |
|                               | 22                            | 2,5          | 2 o 1,5      | 32                     |                           |                |                |                |
| 24                            |                               | 3            | 2            | 36                     | 41,6                      | 19             |                |                |
|                               | 27                            | 3            | 2            | 41                     |                           |                |                |                |
| 30                            |                               | 3,5          | 2            | 46                     | 53,1                      | 24             |                |                |
|                               | 33                            | 3,5          | 2            | 50                     |                           |                |                |                |
| 36                            |                               | 4            | 3            | 55                     | 63,5                      | 29             |                |                |
|                               | 39                            | 4            | 3            | 60                     |                           |                |                |                |
| 42                            |                               | 4,5          | 3            | 65                     |                           |                |                |                |
|                               | 45                            | 4,5          | 3            | 70                     |                           |                |                |                |
| 48                            |                               | 5            | 3            | 75                     |                           |                |                |                |
|                               | 52                            | 5            | 4            | 80                     |                           |                |                |                |
| 56                            |                               | 5,5          | 4            | 85                     |                           |                |                |                |
|                               | 60                            | 5,5          | 4            | 90                     |                           |                |                |                |
| 64                            |                               | 6            | 4            | 95                     |                           |                |                |                |